# 5778 Jurafrance
5778 Jurafrance eller 1989 YF5 är en asteroid i huvudbältet som upptäcktes den 28 december 1989 av den belgiske astronomen Eric W. Elst vid Haute-Provence-observatoriet. Den är uppkallad efter den franska regionen Jura.
Asteroiden har en diameter på ungefär 10 kilometer och den tillhör asteroidgruppen Maria.